# Bretagne (navire, 1766)
Pour les autres navires du même nom, voir Bretagne (navire).
La Bretagne est un navire de guerre français en service de 1766 à 1796. C'est un vaisseau de ligne de premier rang, portant 100 canons sur trois ponts. Il est lancé dans la période de sursaut patriotique qui suit les défaites de la guerre de Sept Ans.
Il est le fleuron de la flotte française lors de la guerre d'indépendance des États-Unis et s'illustre au cours de la bataille d'Ouessant en 1778. L'année suivante, la Bretagne est navire amiral de la flotte franco-espagnole, mais ne rencontre pas les succès escomptés.
Avec la Révolution française, le navire est renommé le Révolutionnaire. Sévèrement endommagé en 1794, le navire est remorqué à Brest et finalement démoli en 1796.

## Histoire

### Contexte et projet

#### Initiative des États de Bretagne

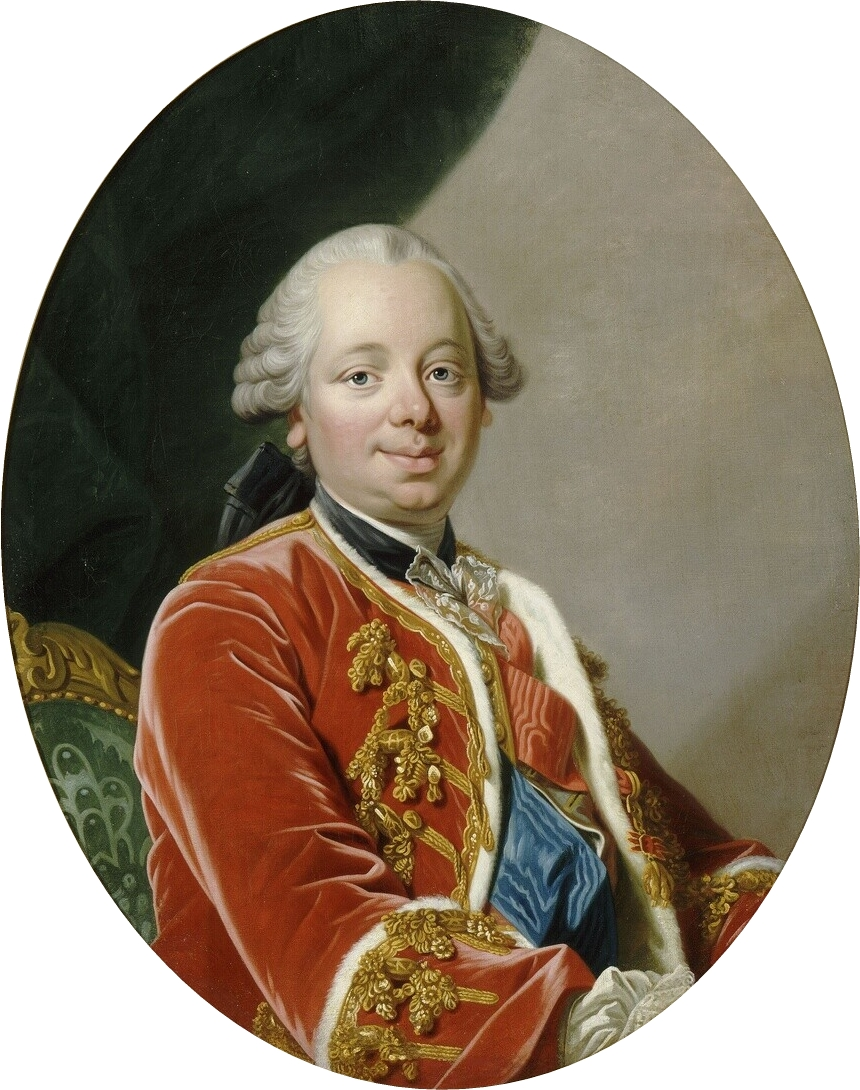
Le duc de Choiseul a beaucoup fait pour restaurer la flotte française après la guerre de Sept Ans.

La guerre de Sept Ans (1756-1763) s'achève avec une lourde défaite française. La Marine française a subi de lourds revers, et n'a plus de flotte digne de ce nom. Pour redonner de bonnes bases à la marine, dix-huit vaisseaux sont offerts à Louis XV par différents corps de l'État. L'un d'entre eux est le vaisseau de ligne Bretagne, offert à la monarchie par les États de Bretagne, qui comptent par là donner au roi de France le fleuron de sa flotte. Ce don est également la réponse à la demande du duc de Choiseul, secrétaire d’État aux Affaires étrangères, à la Guerre et à la Marine, qui a sollicité ces corps d'État pour rebâtir la flotte du pays. Un véritable engouement est né de cette requête, et dix-sept vaisseaux de ligne ainsi qu'une frégate rejoignent la marine royale.
Les États de Bretagne envisagent donc à leur tour de mettre en chantier un navire plus imposants que ceux qui ont été offerts par les autres corps sollicités. La proposition est faite par l'évêque de Rennes, Henry-Louis-René Desnos, le 1er septembre 1762 au cours d'une réunion des États, et l'idée de la construction d'un vaisseau de 100 canons reçoit l'approbation de l'assemblée. Le soutien du Roi est également assuré par l'envoi d'un courrier et le retour d'une lettre pleine de gratitude. Une commission, chargée de superviser le projet, est nommée sous la direction de l'évêque de Saint-Brieuc et obtient l'aval du duc d'Aiguillon pour emprunter un million de livres.
Le duc de Choiseul se montre cependant réticent quant à la taille du navire. Les navires à trois ponts sont en effet de moins en moins usités dans la marine française à l'époque. Il pose donc un certain nombre de conditions concernant la stabilité du navire et sa capacité en vivres, qui doit permettre de nourrir mille hommes pendant six mois. De plus, la conception de la Bretagne marque une rupture vis-à-vis des autres vaisseaux offerts au roi. En effet, les autres corps se sont contentés de donner de l'argent à la Marine royale qui finance la construction, là où les États de Bretagne veulent diriger eux-mêmes celle de leur navire.

#### Différents projets et problèmes

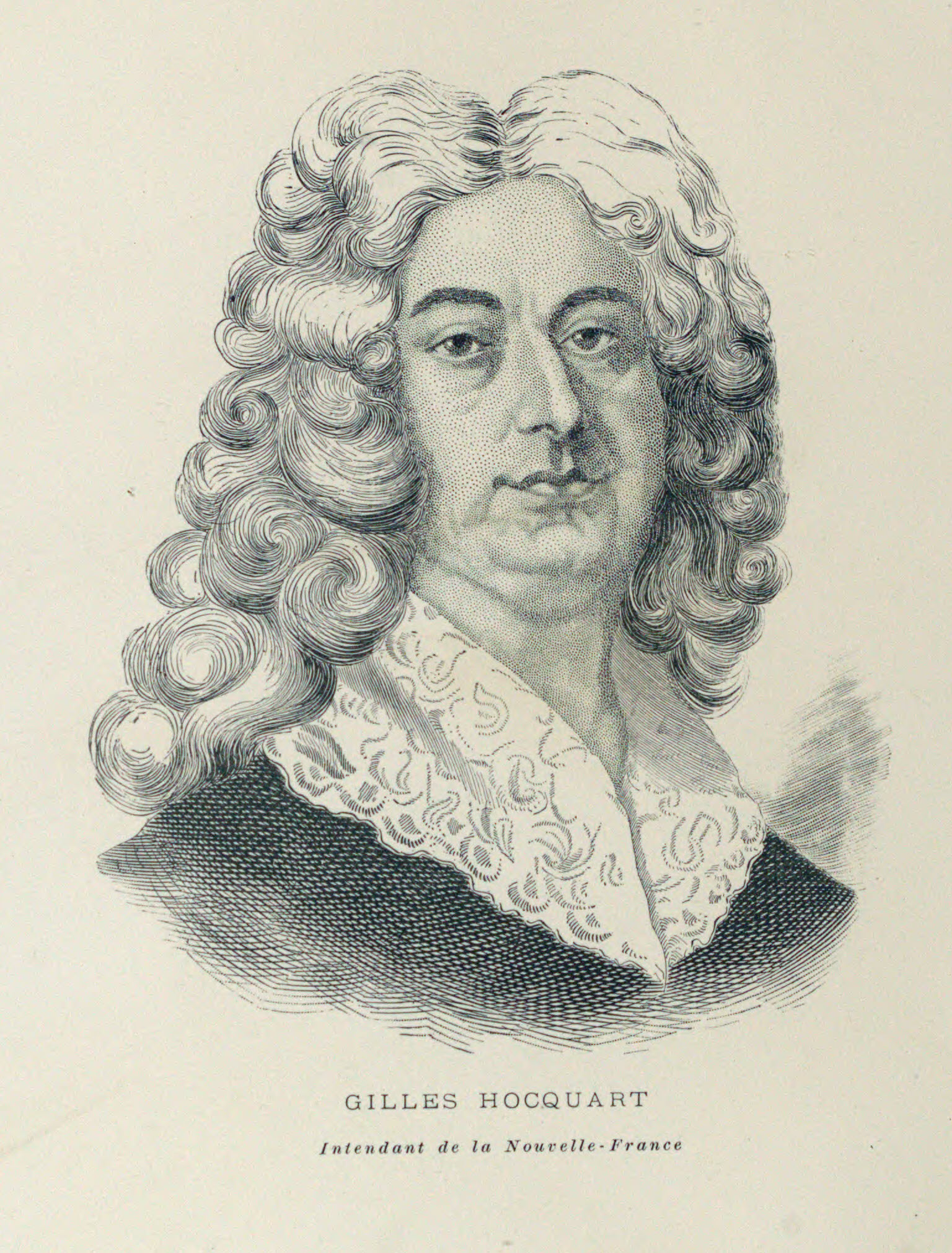
Gilles Hocquart, intendant de Brest, a été chargé de faire un devis pour la construction du Bretagne.

Plusieurs projets ont été lancés pour construire la Bretagne, dans le but de réduire les coûts et d'obtenir une bonne qualité. Le premier projet est attribué à Antoine Groignard. Celui-ci désirait construire un vaisseau de 116 canons, ce qui est refusé par Choiseul. L'architecte propose alors un navire de 100 canons avec possibilité d'en rajouter 16 sur les gaillards, le tout pour un prix de 1 236 860 livres, 13 sols et 7 deniers. Un autre ingénieur, Geffroy l'Aîné, propose un autre projet dont il reste peu de traces, si ce n'est le coût prévu de 920 971 livres, 16 sols et un denier.
Afin de vérifier quel prix est le plus proche de la réalité et quel est le projet le plus adapté aux besoins, l'intendant de Brest Gilles Hocquart est chargé de faire lui-même un devis. Il évalue pour sa part les coûts à 1 143 299 livres, 16 sols et 9 deniers, ce qui se révèle plus proche des coûts évalués par Groignard. Les États de Bretagne ont tendance à préférer le projet de celui-ci, mais sont également attirés par les bas prix proposés par Geoffroy l'Aîné. Cependant, un choix plus difficile se pose à eux : il s'agit en effet de choisir dans quel port construire la Bretagne. Les États préfèreraient le port de Lorient, mais les officiers du Roi insistent pour que Brest soit choisi, arguant notamment du fait que les installations de Lorient sont inadaptées à un navire de cette taille.

### Une construction mouvementée
Finalement construit à Brest, le navire est financé par l'emprunt dont le paiement des intérêts coûtera à la province 20 000 livres par an, tout en lui rapportant gros et en contribuant à entretenir l'activité économique car quasiment toutes les fournitures viennent de la région.
Les 40 000 pieds cubes de bois sont fournis par les forêts bretonnes pour un marché de 400 000 livres passé avec La Cornillière ; les voiles sont fabriquées à Rennes dans la manufacture Le Bois, celle-ci employant 400 ouvriers spécialisés ; les petites voiles viennent de Locronan ; les fers des forges de Paimpont ; les affûts des canons de Lorient ; seuls les bois nécessaires à la mâture proviennent de Riga en Livonie.
Le radoub du Bretagne en 1776 coûte 480 000 livres

### Guerre d'indépendance des États-Unis

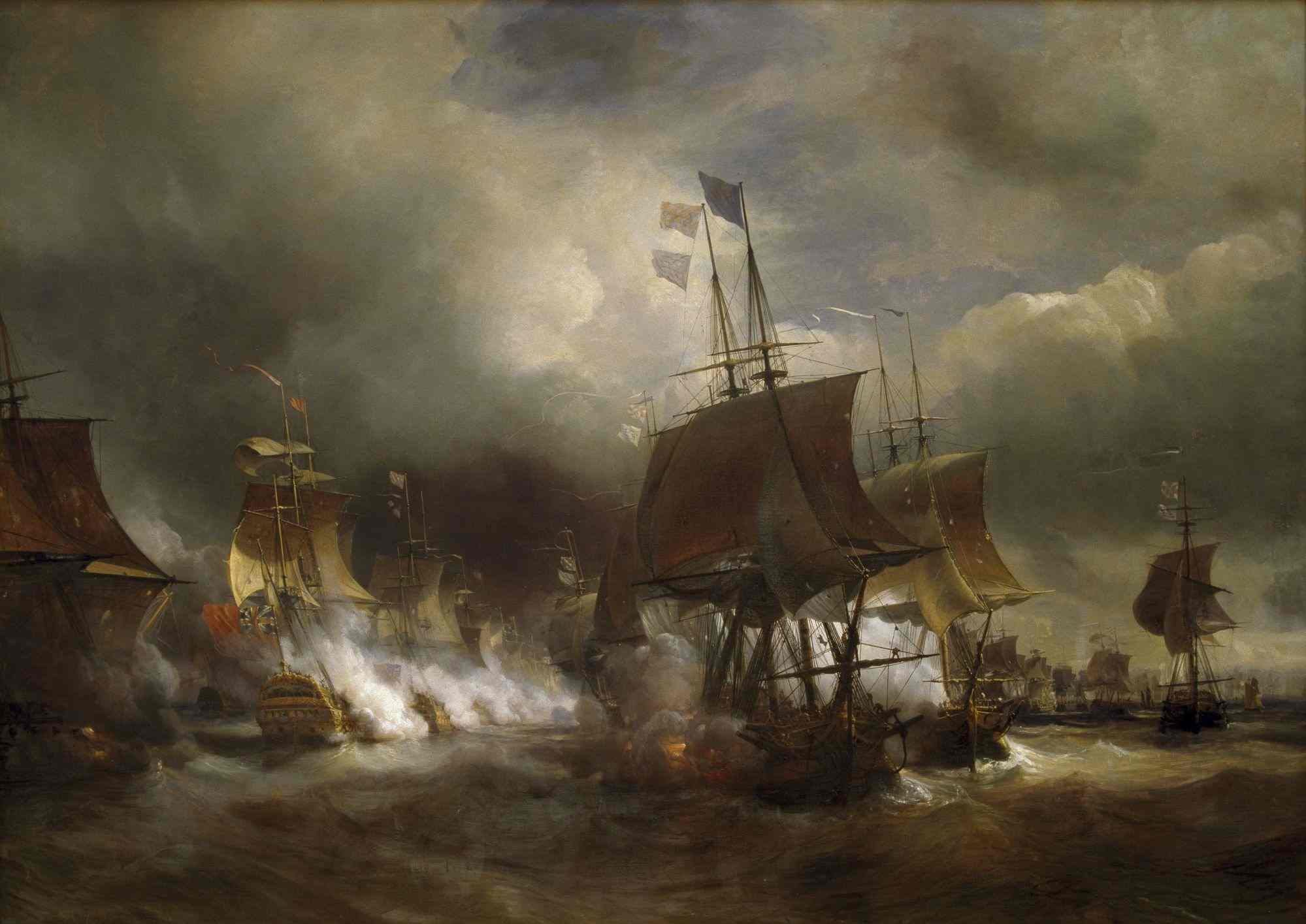
Le combat d'Ouessant en 1778. La Bretagne y sert comme navire amiral.

La Bretagne combat à la première bataille d'Ouessant en 1778 en tant que navire amiral du comte d'Orvilliers. Il y affronte le HMS Victory qui participe, comme lui, à son premier engagement naval (les deux vaisseaux sont sortis des chantiers navals presque la même année).

### Révolution française
Pendant la Révolution française, le navire est rebaptisé le Révolutionnaire.
En mai 1794, il participe à la bataille du 13 prairial an II aussi appelée troisième bataille d'Ouessant. Au cours des combats, il est gravement endommagé et perd tous ses mâts, mais il réussit à éviter la capture grâce à la confusion parmi ses adversaires.
Il est remorqué jusqu'à Rochefort par le vaisseau de ligne Audacieux et escorté par la corvette Unité.

### Fin de carrière
Sommairement réparé, le Révolutionnaire, sous le commandement de Le Guardun, retourne à Brest fin 1794. Hâtivement réarmé, il participe à la catastrophique campagne du Grand Hiver (du 24 décembre 1794 au 3 février 1795), il rentre au port cette fois trop endommagé pour être réparé. Condamné, il est démoli l'année suivante.

## Caractéristiques

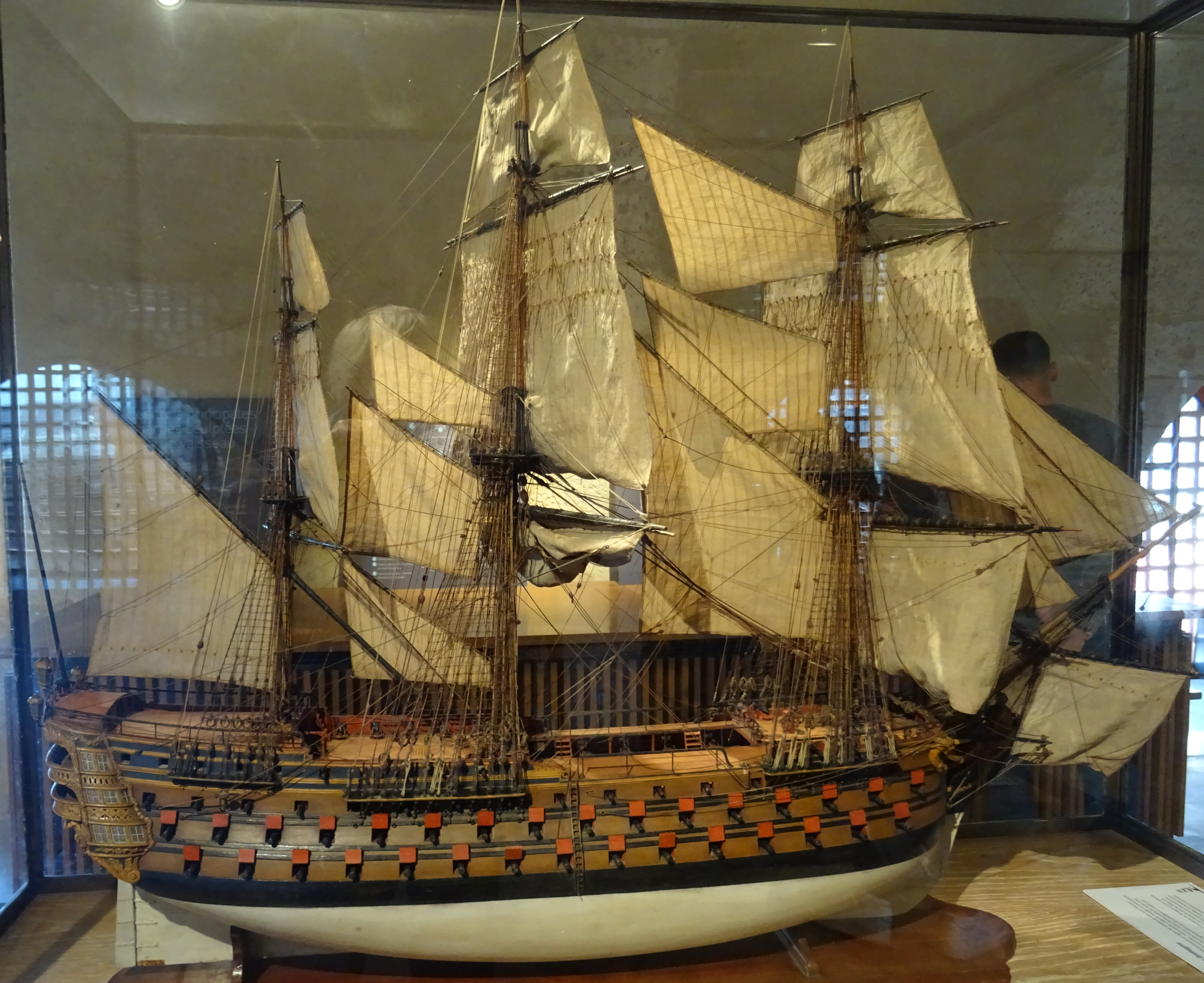
Modèle réduit du Bretagne, navire de guerre construit en 1766 (Musée de la Marine de Brest).

Construit finalement à Brest, il était fort long pour l'époque et mesurait 182 pieds, soit environ 55 mètres. Ses cales pouvaient emporter du ravitaillement pour quatre mois pour son équipage de plus de 1 000 marins. 
Son puissant armement comportait une batterie basse de 30 canons de 36 livres, une batterie intermédiaire de 32 pièces de 24 et une batterie supérieure de 32 pièces de 12 ; après de longues discussions, on finit par prévoir 6 canons de 6 sur les gaillards.
La Bretagne est généralement reconnue comme le premier trois-ponts français véritablement réussi et montrant de bonnes qualités à la mer : bonne vitesse, bonne manœuvrabilité, bonne tenue sous voiles, bonne hauteur de batterie inférieure. Il présentait toutefois quelques graves défauts dont le principal a été le manque d’étanchéité.